# Therasiella
Therasiella är ett släkte av snäckor som ingår i familjen Charopidae.
Enligt Catalogue of Life omfattar släktet följande arter:
- Therasiella celinde
- Therasiella elevata
- Therasiella neozelanica
- Therasiella pectinifera
- Therasiella serrata
- Therasiella tamora